# Paracyathus vittatus
Espèce
Statut CITES
Paracyathus vittatus est une espèce de coraux appartenant à la famille des Caryophylliidae.